# Faramea hymenocalyx
Faramea hymenocalyx là một loài thực vật có hoa trong họ Thiến thảo. Loài này được M.Gomes mô tả khoa học đầu tiên năm 2003.